# Maurizio Belpietro
Maurizio Belpietro (Castenedolo, 10 maggio 1958) è un giornalista, opinionista, autore televisivo, conduttore televisivo, saggista ed editore italiano.
Ha lavorato in diversi periodici e quotidiani italiani ed è attualmente direttore del quotidiano La Verità e del settimanale Panorama.

## Biografia

### Giornalista
Nasce a Castenedolo in provincia di Brescia, ma cresce e risiede per oltre quarant'anni a Palazzolo sull'Oglio. È sposato e padre di due figlie. Ha cominciato ad esercitare la professione nel 1975 nel quotidiano Bresciaoggi, poi all'inizio degli anni ottanta contribuì, insieme a Cristiano Gatti, alla nascita di Bergamoggi. È stato in seguito caporedattore centrale del settimanale L'Europeo e poi vicedirettore de L'Indipendente di Vittorio Feltri. Segue Feltri a Il Giornale nel 1994 come vicedirettore. Nel 1996 ha la sua prima esperienza da direttore, al quotidiano Il Tempo di Roma.
Rientra a Milano già l'anno dopo, prima come vicedirettore del «Quotidiano nazionale», poi per tornare a Il Giornale come direttore operativo, al fianco di Mario Cervi. Il 20 novembre 2000 assume la direzione del quotidiano, che guida fino al settembre 2007. Dall'11 ottobre 2007 ha diretto il settimanale Panorama. Il 13 agosto 2009 sostituisce Vittorio Feltri alla direzione del quotidiano Libero, subentrando al direttore provvisorio Gianluigi Paragone.
Il 17 maggio 2016 è costretto a lasciare la direzione di Libero per divergenze con l'editore del quotidiano Antonio Angelucci e viene nuovamente sostituito da Feltri. Il 20 settembre fonda il quotidiano La Verità, di cui assume la carica di direttore; il quotidiano è edito dal gruppo La Verità S.r.l., di cui è azionista di maggioranza e presidente. Belpietro ha spiegato la sua versione dell'improvvisa conclusione del rapporto con gli Angelucci nell'articolo di fondo del primo numero del nuovo quotidiano.

### Editore
La prima acquisizione della società editrice della Verità S.r.l. è lo storico settimanale Panorama, effettuata il 6 novembre 2018. Il giorno dopo il giornalista assume la direzione del settimanale (carica da lui già ricoperta dal 2007 al 2009), annunciandolo ai lettori della Verità con un articolo di fondo.
Nel 2019 forma insieme a Mondadori la casa editrice «Stile Italia Edizioni», in cui confluiscono alcuni periodici dell'azienda milanese. Il 25 maggio dello stesso anno è "direttore per un giorno" del numero speciale dell'«Unità», per dare continuità alla testata giornalistica che, cessando di uscire per un anno intero, scadrebbe. Nel dicembre 2019 entrano nel gruppo della Verità S.r.l. i periodici Confidenze, Cucina Moderna, Sale & Pepe, Starbene e TuStyle, mentre dal 1º gennaio 2022 entrano nella società anche le riviste Donna Moderna e Casa Facile, sempre rilevate dalla Arnoldo Mondadori Editore.
Il 5 aprile 2022 fa il suo esordio il quotidiano finanziario Verità e Affari, edito da La Verità S.r.l. Dal dicembre dello stesso anno il giornale viene diffuso solo nella versione online.

### Conduttore televisivo
È molto attivo sul fronte televisivo sia come conduttore che come opinionista. Dal 2004 al 2008 conduce, prima su Canale 5 poi su Rete 4, il breve programma di informazione L'antipatico. Dal 5 novembre 2007 conduce su Canale 5, tutti i giorni dal lunedì al venerdì, il programma Panorama del giorno, dove intervista telefonicamente un personaggio della politica. La trasmissione diviene a partire dal 21 gennaio 2008 parte del programma Mattino Cinque, rinominato dalla stagione 2009/2010 La telefonata di Belpietro, per poi tornare programma autonomo. Nel luglio 2016 Belpietro torna nelle vesti di conduttore su Rete 4 con Dalla vostra parte, programma a cura del TG4 dove prende il posto di Paolo Del Debbio fino al 2018, anno della chiusura del programma.
Spesso è stato ospite delle principali tribune politiche televisive: numerose le presenze a Porta a Porta di Bruno Vespa, a Cartabianca di Bianca Berlinguer, a Matrix di Alessio Vinci, a Ballarò di Giovanni Floris e ad Annozero di Michele Santoro. Attualmente è uno dei più ricorrenti opinionisti nei talk show di Mediaset, tra cui Dritto e rovescio, Prima di domani ed È sempre Cartabianca.

## Controversie
La sera del 30 settembre 2010 Belpietro sarebbe stato oggetto di un tentativo di agguato. Secondo le prime ricostruzioni, basate sulla testimonianza di un agente della sua scorta, un uomo armato si sarebbe introdotto nelle scale condominiali e, una volta sorpreso dall'agente avrebbe puntato la pistola verso di lui, ma l'arma si sarebbe inceppata; a questo punto l'agente avrebbe esploso tre spari intimidatori facendo fuggire l'aggressore. Nonostante i tre spari siano stati uditi dagli altri abitanti del condominio, non ci sarebbero testimoni oculari o riscontri da telecamere.
L'agente di scorta, inoltre, è lo stesso che avrebbe sventato anni prima un simile attentato all'ex procuratore della Repubblica di Milano, Gerardo D'Ambrosio, anch'esso senza il conforto di altre testimonianze. In quest'ultima occasione, l'agente fu promosso e trasferito ad altro incarico. Belpietro ha ricevuto unanime solidarietà dal mondo politico e giornalistico.
L'effettivo avvenimento dell'attentato e la possibilità che si trattasse solo di una simulazione da parte del caposcorta di Belpietro sono stati all'attenzione degli inquirenti. Nell'aprile 2011 i pm, dopo le indagini condotte dalla DIGOS con audizioni di abitanti della zona e di inquilini del palazzo, acquisizione di filmati e rilievi scientifici, hanno escluso l'ipotesi di un attentato contro Belpietro, chiedendo al GIP l'archiviazione del fascicolo con la motivazione che "non vi erano ragioni particolari per prendere di mira il giornalista".
Belpietro è stato anche criticato per aver licenziato da Panorama Adriano Sofri (condannato per l'omicidio Calabresi) nel 2007, ma aver assunto a Libero nel 2012 Franco Freda, l'ex membro di Ordine Nuovo che una sentenza giudiziaria considera l'ideologo della strage di piazza Fontana.

## Procedimenti giudiziari e disciplinari
- Nel novembre 2009 Maurizio Belpietro e l'ex pentito di Prima Linea Roberto Sandalo sono stati condannati in sede civile dal tribunale di Monza per diffamazione nei confronti del Segretario di Nessuno tocchi Caino, Sergio D'Elia. I fatti risalivano a tre anni prima, quando il Giornale pubblicò un'intervista a Sandalo, nuovamente detenuto per attentati contro alcune moschee. L'intervistato accusava D'Elia dell'omicidio di una guardia giurata. Il Tribunale, accogliendo le contestazioni di reato della procura di Firenze, accertò che si trattava di notizie palesemente false e inventate ma presentate da Belpietro come fossero verità. Il giudice di primo grado, Letizia Anna Brambilla, ha assolto l'autore dell'intervista Stefano Zurlo ma ha inflitto la pena della multa sia a Sandalo che a Belpietro, condannati in solido al risarcimento dei danni[19]. Maurizio Belpietro viene assolto in appello.
- Nell'aprile 2010 è stato condannato in via definitiva dalla Corte di Cassazione per diffamazione nei confronti dei magistrati Giancarlo Caselli e Guido Lo Forte, per un articolo del 2004 quando era ancora direttore de Il Giornale[20], alla pena di quattro anni di carcere e al risarcimento delle parti civili per 110.000 euro. In seguito ha fatto ricorso alla Corte europea dei diritti dell'uomo che, il 24 settembre 2013, senza entrare nel merito della condanna, ha stabilito che la pena detentiva era eccessiva ed è stata commutata in una multa.[21]
- Nel 2013 venne condannato a un'ammenda di 15.000 euro per “procurato allarme” in merito a una bufala, pubblicata tre anni prima sulla prima pagina di Libero, su un presunto attentato che sarebbe dovuto avvenire ai danni del politico Gianfranco Fini[22].
- Nel 2015 Belpietro e il collega Gianluigi Nuzzi vengono condannati entrambi a 10 mesi e 20 giorni per calunnia nei confronti della catena di supermercati Coop Lombardia[23]. Il reato è caduto in prescrizione nel giudizio di appello, che si è concluso per entrambi con la condanna per ricettazione[24]. La condanna viene annullata in Cassazione.
- Nel 2015 Belpietro viene denunciato per il titolo di prima pagina "Bastardi islamici" apparso su «Libero» il 13 novembre. Il 18 dicembre 2017 è stato assolto "perché il fatto non sussiste"[25].
- Nel 2016 l'Ordine dei Giornalisti ha sanzionato Belpietro e il suo collega Mario Giordano per aver diffuso odio etnico nei confronti dell'etnia rom, questo a causa di un articolo in cui accusavano (generalizzando a tutta l'etnia in questione) alcuni rom di una rapina nella quale, però, i responsabili non erano rom.[26]

Procedimenti in corso
- Belpietro è stato condannato in primo grado per diffamazione dal Tribunale di Desio, per affermazioni relative al caso di Piergiorgio Welby, avendo paragonato il medico Mario Riccio ai «boia aguzzini che eseguono le sentenze capitali negli USA»[27].

## Riconoscimenti
- 2025 - Premio Caravella Tricolore-Natale di Roma, con la seguente motivazione: «Per aver riportato, con una pregevole inchiesta giornalistica, le spoglie di undici marò trucidati ad Ossero da partigiani titini»[28]

Premio Caravella Tricolore 2025 alla rivista Panorama, consegnato al Direttore Maurizio Belpietro

## Opere
- Maurizio Belpietro e Francesco Borgonovo, Il più odiato dagli italiani. Storia del direttore che non guarda in faccia a nessuno, Collana Saggi, Milano, Sperling & Kupfer, 2012, ISBN 978-88-200-5152-5.
- Maurizio Belpietro, Giacomo Amadori e Francesco Borgonovo, I segreti di Renzi. Affari, Clan, Banche, Trame, Collana Saggi, Milano, Sperling & Kupfer, 2016, ISBN 978-88-200-6123-4.
- Maurizio Belpietro e Francesco Borgonovo, Islamofollia. Fatti, cifre, bugie e ipocrisie della gioiosa sottomissione italiana, Collana Saggi, Milano, Sperling & Kupfer, 2017, ISBN 978-88-200-6269-9.
- Maurizio Belpietro e Francesco Borgonovo, L'Islam in redazione. Perché è vietato dire che il terrore è islamico e che l'Islam non è una religione di pace, La Verità, 2017.
- Maurizio Belpietro, Giacomo Amadori e Francesco Borgonovo, I segreti di Renzi 2 e della Boschi, Collana Saggi, Milano, Sperling & Kupfer, 2018, ISBN 978-88-200-6517-1.
- Maurizio Belpietro e Antonio Rossitto, Giuseppe Conte, Il Trasformista. I voltafaccia e i segreti di un premier per caso, Edizioni Piemme, 2020, ISBN 978-88-566-7576-4
- Maurizio Belpietro e Antonio Rossitto con Francesco Borgonovo e Camilla Conti, Epidemia di balle, La Verità-Panorama, 2021.